# 易原 (演員)
易原（约1926年—1997年3月6日），原名林錫原，台灣資深演員、製作人，參演過台視楊麗花歌仔戲、中視黃香蓮歌仔戲。